# لوسي (فلم)
لوسي (بالإنجليزية: Lucy) هو فيلم خيال علمي أكشن إثارة فرنسي أمريكي، من إخراج وكتابة لوك بيسون سنة 2014، وإنتاج زوجته فيرجيني سيلا لصالحِ شركتهم (EuropaCorp)، وهو فيلم إنجليزي، الفيلم من بطولة سكارليت جوهانسون ومورغان فريمان وعمرو واكد وتشوي مين سيك. وصُوِّرَ في تايبيه وباريس ونيويورك، يحكي قصّة امرأة (لوسي) زُرِعت فيها مادّة -يُفترض أنّها مُخدّرات- مما أكسبها قُدرات عقليّة كبيرة. صدر الفيلم في الولايات المتحدة في 25 يوليو 2014 ولاقى نجاحاً كبيراً في شُبّاك التذاكر. ووصلت إيراداته إلى 458 مليون دولار، أكثر بأحد عشر ضعفًا مما كلف بميزانيّة إنتاجه التي بلغت 40 مليون دولار. وتلقّى بشكلٍ عام مُراجعاتٍ إيجابيّة -غالِباً- وأثنى النُقّاد على أداء سكارليت جوهانسون أيضاً.  وقد وجَد بعض النقاد أن التركيز على موضوع الـ 10% من استخدام العقل البشري كالتركيز علي شيء من الخرافات أو الاساطير.

## القصة
الفيلم مبنيّ على فرضيّة أن البَشر يستخدِمُون قدراً ضئيلاً من دماغهم لا يتعدّى 10%، فياتُرى ماذا سيحصل لو استخدموا طاقةَ دِماغهم بالكامل! من هذا المبدأ تكوّنت قصّة الفيلم.
يحكي الفيلم عن فتاة تُدعى لوسي التي كانت تبلغ 25 عام،  تعيشُ في تايبيه بتايوان خلال فترة دراستها تُجبر على العمل ضمن إحدى عصابات توزيع المخدرات، بسبب صديقها ريتشارد رئيس عصابة للمخدرات، وتُزرع مادة نادرة وممنوعة في أحشائها لتُنقل لدولةٍ أُخرى. من غير قصد حيث كانت في البداية تحملها في كيس ثُبت في معدتها ، يتسرّب بعض من هذه المادة إلى دمها نتيجة الضرب الذي تتلقاه أثناء عملية اختطافها، مما يسمح لها باستعمال أكثر من 10% من قدرة دماغها. ما يجعلها إنسانة خارقة قادرة على استيعاب المعلومات بشكل فوري وتحريك الأشياء ذهنياً، وقادرة على تحمل الآلام وكان من أغرب تلك القدرات قدرتها على التنقل في الزمن وقدرات أخرى، وبسبب تأثر لوسي بهذه المادة تفقد سيطرتها على عاطفتها ومشاعرها وتقتل خاطفيها وتهرب، يُحاولُ رئيس العصابة قتلها ولكنّه لا يستطيع، في نهاية الفيلم تلتقي لوسي بالبروفيسور سامول في مختبره وتناقش معه ما امتلكته من قدرات بسبب استخدام عقلها بنسبة أعلى من الـ10% ومن ثُم تقوم بحقنِ نفسها بالمزيدِ من تلك المادّة مما جعل منها مادة غير ملموسة موجودة في كل مكان وفي داخل الحواسيب حتى تحولت إلى محرك أقراص محمول (فلاشة)  وذلك عندما أصبح استخدام عقلها بنسبة 100% حيث أختفت ولم يتبقَ سوا ملابسها على المقعد!.
وفي اللقطة الأخيرة ظهرت رسالة من لوسي على جهاز المختبر ووصلت برسالة نصية لهاتف البروفيسور والهواتف الأخرى تقول:«أنا في كل مكان» ، ويصدر صوت لوسي(سكارليت جوهانسون) قائلاً :«لقد مُنحنا الحياة من بلايين السنين، الآن تعلم ما عليك فعله فيها».

## الممثلون
- سكارليت جوهانسون بدور لوسي: الشخصيّة الرئيسيّة في الفيلم التي تمتلكُ قُدراتٍ هائلة بعد امتصاصها للمُخدّر.
- مورغان فريمان بدور البروفيسور سامويل نورمان: وهو أستاذُ مُحاضِرٌ في جامعة، وقد بنى فرضيّته حولَ ما إذا استخدم الإنسان كامِلَ عقله.
- تشوي مين سيك بدور مستر جانغ: وهوالشرير في سيناريو القصة فقد كان رئيس عصابة المخدرات. وقد قال بيسون أن دور مستر جانغ هو «أفضل شرير» من بعد دور غاري أولد مان في دور نورمان ساستفايد ليون الفرنسي وقد أضاف لوسي كانت الشخصية اللامتناهية الذكاء لكن مستر جونغ قد كان اللانهائي في الشر أو الشيطنة، وقد قال أنه ذهب لزيارة تشوي وأخبره عن الشخصية والقصة فرد عليه قائلاً : أنه موافق ويود الإنضمام .[6]
- عمرو واكد بدور بيرل ديل ريو: كان بدور الشرطي الذي لاحق لوسي، أضاف بيسون أن ريو كان يشبه الجمهور وقد أشار لهذا بقوله: أنت وأنا في مكان الجمهور، وقال أيضًا أن مشهد لوسي عندما فقدت عاطفتها بسبب المخدرات وهي بجانب ريو قد أعطى المشهد القليل من العاطفة التي كانت كافية لتجعل المشهد جذاب وقد أضاف عمرو أنه بمجرد أن بيسون هو كاتب السيناريو هذا كافي لاختياره المشاركة في دور البطل للفيلم .[6]
- جوليان ريند توت بدور البريطاني الذي وضع المخدرات في معدة لوسي عن طريق خياطتها.[6]
- أنالي تيبتون بدور كارولين، صديقة لوسي في الغرفة.[6]
- نيكولاس فينوجبث بدور جي .

## الميزانية والتصوير
اعتبر الفيلم ثاني أكبر إنتاج فرنسي للأفلام في عام 2013، مع ميزانية قُدّرت بـ48 مليون يورو. وهو أيضًا واحد من أكبر الإنتاجات لشركة (EuropaCorp)، التي أسسها لوك بيسون في عام 2000. وفقًا لكريستوف لامبرت، الرئيس التنفيذي لشركة (EuropaCorp)، حقق هذا الفيلم أعلى ميزانية في تاريخ الشركة.
بدأ التصوير الرئيسي في سبتمبر 2013 في (Cité du Cinéma)، وهو استوديو ضخم جديد يقع في ضواحي باريس. في 5 سبتمبر 2013، صُورت المشاهد على منحدرات إيتريتا في شمال فرنسا. بدأ التصوير في تايبيه، تايوان، في 21 أكتوبر 2013 واستمر لمدة أحد عشر يومًا. أحد المواقع التي صُور فيها كانت تايبيه 101، واحدة من أطول ناطحات السحاب في العالم. صُورت لقطات محددة بكاميرات آيماكس.
في 23 أكتوبر، ذكرت صحيفة هوليوود ريبورتر أن بيسون كان غاضبًا من كل الاهتمام الإعلامي الذي حظي به التصوير في ذلك اليوم. ورد أن بيسون محبط للغاية من الاضطرابات المستمرة لدرجة أنه فكر في ترك تايبيه للتصوير في مكان آخر. في لقاء مع الصحفيين في تايبيه بعد يوم من انتهائه من تصوير الجزء التايواني من الفيلم، قال: «لا نريد صورًا بفساتين جديدة من سكارليت. في وقت ما فقدت قدرتي من التركيز لأنني منزعج من ذلك». وبسبب اقتحامات المصورين المستمرة قال إن «التصوير ليلاً كان كابوساً». وخصّ بيسون وكالتين لم يسمهما من هونج كونج بإدانة خاصة. ظهرت تقارير إخبارية بأنه أراد مغادرة تايوان مبكرًا لتسجيل رفضه لأفعالهم، لكن بيسون وصفها بأنها غير صحيحة.

## روابط خارجية
- مقالات تستعمل روابط فنية بلا صلة مع ويكي بيانات

لا توجد روابط لمواقع التواصل الاجتماعي.